# Pimelinsyra
Pimelinsyra är en tvåvärd alifatisk karboxylsyra. Den är en organiska föreningen med formeln HO2C(CH2)5CO2H. Pimelinsyra är en CH2-enhet längre än en besläktad dikarboxylsyra, adipinsyra, och är en råvara till många polyestrar och polyamider. Jämfört med adipinsyra är pimelinsyra emellertid relativt liten industriellt sett.
Derivat av syran är inblandade i biosyntesen av lysin och biotin. 

## Framställning

### Biosyntes
Biosyntesen av pimelinsyra är okänd men antas börja med malonyl-CoA.

### Kemiska och industriella metoder
Liksom för andra enkla dikarboxylsyror har många metoder utvecklats för att producera pimelinsyra. Pimelinsyra framställs kommersiellt genom oxidering av cykloheptanon med dikvävetetroxid. En annan väg är den relativt oselektiva oxideringen av palmitinsyra och karbonyleringen av kaprolakton.

### Nischade metoder
Det finns många andra metoder. Pimelinsyra har syntetiserats från cyklohexanon och från salicylsyra. I den förra vägen tillförs det ytterligare kolet av dimetyloxalat , som reagerar med enolatet.
I andra synteser tillverkas pimelinsyra av cyklohexen-4-karboxylsyra, och en fjärde metod finns också baserad på 1,4-reaktionen mellan malonatsystem och akrolein.
Det finns flera patent för framställning av pimelinsyra.

## Användning
Pimelinsyra kan användas för framställning av polyestrar och polyamider.